# آبشار آپر کسکیدز
آبشار آپر کسکیدز (به انگلیسی: Upper Cascades) آبشاری است که در کارولینای شمالی واقع شده و ارتفاع کلی ریزشگاه آن ۲۵ فوت (۸ متر) است.